# 總爺社
總爺社是臺灣日治時期設於明治製糖會社總爺製糖所（今台南市麻豆區總爺藝文中心）的構內神社。

## 歷史
總爺社是明治製糖總部所在的總爺工場為了祈求會社的社運昌隆與工人的安泰而選址於台南州曾文郡麻豆街麻豆429番地（明治製糖株式會社總爺製糖所場內）(今台南市總爺藝文中心內)興建的構內神社。於昭和5年（1930年）5月17日取得設立許可，並於同年10月31日鎮座。社格為社，祭祀天照大神、大國主命、大宜都比賣神，例祭日11月23日。此外在1月3日（元始祭）、2月11日（紀元節）、2月17日（祈年祭）、6月17日（始政紀念祭）、10月17日（神嘗祭）也有祭典，另外還有不定期的「製糖開始終了報告祭」。
二戰後，神社遭拆除，改為私立台糖第十小學，該校在民國37年（1948年）2月改稱臺南縣台糖第三小學，隔年4月改稱總爺代用國民學校，後來改為總爺國民小學，現已廢校。

## 神社建築
總爺社原配置有參道、應為石造之靖國鳥居2基、石燈籠至少3對、切妻造手水舍、狛犬1對、神明造拜殿、應為神明造之本殿。

## 現況
目前僅存石燈籠1對與狛犬1對外已無任何其他殘跡。

## 圖片
|            |  |
| 總爺社狛犬 |  |

## 關聯項目
臺灣神社列表